# Castell de Gaià
El Castell de Gaià és un antic castell medieval del qual només queden vestigis, juntament amb restes arqueològiques tant medievals com anteriors, situat al Turó de santa Àgata de Gaià (el Bages), i que és protegit com a Bé cultural d'interès nacional.

## Descripció
Tan sols queden els vestigis de les muralles d'aquest Castell Medieval força ben documentat. Es conserven els fonaments que devien formar les cinc grans muralles de defensa d'aquesta fortalesa castellera, formats per pedres d'extraordinàries proporcions.
Actualment, la capella de Santa Àgueda s'emplaça al lloc on es conserven les restes del castell de Gaià. Després d'un temps en què va estar abandonada, l'any 1986 se'n va inaugurar la restauració, i des d'aleshores s'hi fa un aplec per la diada de la santa.
L'any 2002 es va realitzar una campanya de prospeccions a diversos municipis del Bages dins el projecte "Prospeccions als Monistrols del Bages", amb motiu d'esclarir l'origen del topònim Monistrol i verificar si es tracta inicialment de fundacions o de punts de vigilància i defensa d'època islàmica. Ben documentat durant els segles x i xi, les restes del castell de Gaià es troben encimbellades a l'extrem ponentí d'un extens serrat, sobre el promontori que hom coneix com Turó de Santa Àgata, on es troba una ermita moderna que ha estat reedificada recentment. Arreu del turó es localitzen arrasats els murs de les construccions medievals i els murs perimetrals de la fortificació, en un enclavament on també ha estat identificada la presència d'abundant ceràmica d'època ibèrica.

## Jaciment arqueològic
Com a jaciment arqueològic, el castell de Gaià presenta restes no només del castell de l'època medieval, sinó també molt anteriors.
La cronologia d'aquest jaciment va, d'una banda, des de l'edat del Ferro-Ibèric fins a l'època romana d'August (-650 aC / 14 dC). D'altra banda, la cronologia medieval ens situa des de l'època de la Catalunya vella sotmesa als Carolingis a l'època baix-medieval (800 / 1492).
Durant la prospecció duta a terme l'any 2002 en la zona, es va poder documentar una mostra de ceràmica d'aproximadament un centenar de fragments que es consideren una mostra representativa de l'ocupació de l'indret. Així, la població més antiga és representada per gairebé un terç de la mostra, entre les quals destaquen les ceràmiques de tradició ibèrica i romana, amb la presència d'un únic fragment de ceràmica Campaniana que sembla provar que l'assentament no perdura més enllà dels primers segles de la conquesta romana. Altrament, la fundació del castell i l'ocupació medieval de l'indret sembla situar-se estrictament entre els segles X - XII, ja que la ceràmica comuna anterior al segle X o la vidrada medieval no hi són documentades en la mostra observada, mentre que la ceràmica espatulada és abundant i predomina la grisa convencional. Tot sembla indicar que aquest emplaçament castral ha estat reocupat amb la conquesta comtal de la fi del segle IX i que seria abandonat prematurament en benefici del lloc on actualment hi ha el barri i l'església de Gaià, al peu del serrat, en un promontori que se situa a la vora del camí tradicional.

## Història
El castell termenat el trobem documentat el 936. A partir de 1063 el castell de Gaià està relacionat directament amb el castell veí de Balsareny, ja que, Ramon Berenguer I encomana als seus germans aquests dos castells. Al segle xiii el castell de Gaià pertanyia a la família de Pinós, per concessió reial. L'any 1313 la mare de Galceran de Pinós tornà al rei la potestat sobre un seguit de castells, entre ells el de Gaià, que retornà de nou a la família a mitjan segle xiv. L'any 1379 el rei Pere va vendre la jurisdicció d'aquesta fortalesa a Ferrer Castellet, procurador de la Baronia de Mataplana.